# Wolfgang Hausner
Wolfgang Hausner (* 1940 in Wien) ist Weltumsegler und Autor von Segelliteratur.

## Leben
Hausner wuchs in Wien auf. Mit 21 Jahren ging er nach Australien und arbeitete unter anderem im Bergbau. Mit seinem ersten selbstgebauten Katamaran Taboo (10 m lang) segelte er 50.000 Seemeilen um die Welt. Als er das Schiff vor Papua-Neuguinea verlor, betätigte er sich in Südostasien als Schneckenhändler. Das nächste Schiff, die Taboo III, wurde ebenfalls ein Katamaran (18 m lang). Das Schiff baute er 1979 mit seiner damaligen Freundin Gerti auf den Philippinen. Auf der Taboo III unternahmen die beiden gemeinsam eine zehnjährige Weltumseglung. 1989 kehrten sie wieder auf die Philippinen zurück. Heute veranstaltet Hausner auf den Philippinen Mitsegeltörns mit der Taboo III. Bis heute ist er 130.000 Seemeilen gesegelt. Neben seiner schriftstellerischen Tätigkeit ist er als Taucher aktiv.